# Serguei Xustikov
Serguei Xustikov (30 de setembre de 1970 - 6 de gener de 2016, Moscou, Rússia) va ser un futbolista i entrenador rus, que jugava de migcampista. Era fill del també futbolista soviètic Viktor Shustikov. Va destacar a les files del Torpedo de Moscou. Després d'una fallida experiència a la lliga espanyola, va retornar al seu país per jugar al FC Moscou, on es va retirar el 2004.
Com a internacional va jugar dos partits amb la selecció de la Comunitat d'Estats Independents, el 1992, en transició entre l'URSS i la Federació russa.
Després de diverses tasques com a assistent a clubs russos com ara el FC Krylia Sovetov Samara, FC Moscou o el CSKA Moscou, va esdevindre en 2014 el primer entrenador del FC Solyaris Moscou.
Va faltar el 6 de gener de 2016 a causa d'un cobriment de cor.